# Lioubomira Batcheva
Lioubomira Batcheva (en bulgare Любомира Бачева, translittération scientifique internationale Ljubomira Bačeva, née le 7 mars 1975 à Sofia) est une joueuse de tennis bulgare, professionnelle de 1990 à 2004.
Elle a gagné deux tournois WTA en double dames au cours de sa carrière. En simple, elle réalise la meilleure saison de sa carrière en 1999, qu'elle conclut au 73e rang mondial.

## Palmarès

### Titres en double dames
| No | Date       | Nom et lieu du tournoi               | Catégorie | Dotation  | Surface      | Partenaire       | Finalistes                          | Score          |          |
| -- | ---------- | ------------------------------------ | --------- | --------- | ------------ | ---------------- | ----------------------------------- | -------------- | -------- |
| 1  | 17/04/2000 | Westel 900 Open Budapest             | Tier IVb  | 110 000 $ | Terre (ext.) | Cristina Torrens | Jelena Kostanić Sandra Nacuk        | 6-0, 6-2       | Parcours |
| 2  | 23/07/2001 | GP Princesse Lalla Meryem Casablanca | Tier V    | 110 000 $ | Terre (ext.) | Åsa Svensson     | M. J. Martínez María Emilia Salerni | 6-3, 6-74, 6-1 | Parcours |

### Finales en double dames
| No | Date       | Nom et lieu du tournoi           | Catégorie | Dotation  | Surface         | Vainqueures                            | Partenaire       | Score     |          |
| -- | ---------- | -------------------------------- | --------- | --------- | --------------- | -------------------------------------- | ---------------- | --------- | -------- |
| 1  | 25/09/2000 | SEAT Open Luxembourg             | Tier III  | 170 000 $ | Moquette (int.) | Alexandra Fusai Nathalie Tauziat       | Cristina Torrens | 6-3, 7-60 | Parcours |
| 2  | 08/07/2002 | Internazionali Femminili Palerme | Tier V    | 110 000 $ | Terre (ext.)    | Evgenia Kulikovskaya Ekaterina Sysoeva | Angelika Roesch  | 6-4, 6-3  | Parcours |

## Parcours en Grand Chelem

### En simple dames
| Année | Open d'Australie | Open d'Australie    | Internationaux de France | Internationaux de France | Wimbledon       | Wimbledon        | US Open         | US Open          |
| ----- | ---------------- | ------------------- | ------------------------ | ------------------------ | --------------- | ---------------- | --------------- | ---------------- |
| 1999  | -                | -                   | 2e tour (1/32)           | Monica Seles             | 1er tour (1/64) | Alexia Dechaume  | 1er tour (1/64) | Henrieta Nagyová |
| 2000  | 1er tour (1/64)  | Sylvia Plischke     | 1er tour (1/64)          | Virginie Razzano         | 2e tour (1/32)  | Tina Pisnik      | 2e tour (1/32)  | Giulia Casoni    |
| 2001  | 1er tour (1/64)  | Alexandra Stevenson | 1er tour (1/64)          | Mariana Díaz             | 1er tour (1/64) | Eléni Daniilídou | -               | -                |
| 2002  | -                | -                   | 1er tour (1/64)          | Clarisa Fernández        | -               | -                | -               | -                |
| 2004  | -                | -                   | 1er tour (1/64)          | Svetlana Kuznetsova      | -               | -                | -               | -                |

À droite du résultat, l’ultime adversaire.

### En double dames
| Année | Open d'Australie            | Open d'Australie        | Internationaux de France      | Internationaux de France  | Wimbledon                     | Wimbledon                  | US Open                    | US Open                   |
| ----- | --------------------------- | ----------------------- | ----------------------------- | ------------------------- | ----------------------------- | -------------------------- | -------------------------- | ------------------------- |
| 2000  | -                           | -                       | 1er tour (1/32) Kim Clijsters | K. Hrdličková B. Rittner  | 1er tour (1/32) A. Hopmans    | M. de Swardt Navrátilová   | 2e tour (1/16) C. Torrens  | M. Hingis Mary Pierce     |
| 2001  | 1er tour (1/32) C. Torrens  | A. Fusai Rita Grande    | 1er tour (1/32) C. Torrens    | V. Ruano Paola Suárez     | 1er tour (1/32) C. Torrens    | K. Habšudová D. Hantuchová | 1er tour (1/32) C. Torrens | T. Perebiynis T. Poutchek |
| 2002  | 1er tour (1/32) T. Poutchek | Rika Hiraki Nana Miyagi | 1er tour (1/32) T. Poutchek   | Rika Fujiwara Ai Sugiyama | -                             | -                          | 1er tour (1/32) Eva Bes    | Kulikovskaya E. Sysoeva   |
| 2003  | -                           | -                       | 1er tour (1/32) C. Dhenin     | L. Davenport Lisa Raymond | -                             | -                          | -                          | -                         |
| 2004  | -                           | -                       | 1er tour (1/32) C. Dhenin     | J. Kostanić H. Nagyová    | 1er tour (1/32) Eva Birnerová | Gisela Dulko P. Tarabini   | -                          | -                         |

Sous le résultat, la partenaire ; à droite, l’ultime équipe adverse.

## Parcours en Coupe de la Fédération
| #                                                                       | Date       | Lieu         | Surface      | Gagnante(s)                              | Perdante(s)                          | Score               |          |
|                                                                         |            |              |              |                                          |                                      |                     |          |
| 1993 - 1er tour (groupe mondial) - Corée du Sud - Bulgarie - 1 : 2      |            |              |              |                                          |                                      |                     |          |
| 1                                                                       | 19/07/1993 | Francfort    | Terre (ext.) | Kim Il-soon Park Sung-hee                | Lioubomira Batcheva Katerina Maleeva | 3-6, 7-62, 4-1, ab. | Parcours |
|                                                                         |            |              |              |                                          |                                      |                     |          |
| 1994 - 2e tour (groupe mondial) - Bulgarie - Indonésie - 3 : 0          |            |              |              |                                          |                                      |                     |          |
| 2                                                                       | 21/07/1994 | Francfort    | Terre (ext.) | Lioubomira Batcheva Svetlana Krivencheva | Natalia Soetrisno Romana Tedjakusuma | 6-1, 6-3            | Parcours |
|                                                                         |            |              |              |                                          |                                      |                     |          |
| 1995 - Barrage (groupe mondial I) - Afrique du Sud - Bulgarie - 5 : 0   |            |              |              |                                          |                                      |                     |          |
| 3                                                                       | 22/07/1995 | Bloemfontein | Dur (ext.)   | Joannette Kruger                         | Lioubomira Batcheva                  | 6-0, 6-3            | Parcours |
| 3                                                                       | 22/07/1995 | Bloemfontein | Dur (ext.)   | Amanda Coetzer                           | Lioubomira Batcheva                  | 6-2, 6-4            | Parcours |
| 3                                                                       | 22/07/1995 | Bloemfontein | Dur (ext.)   | Amanda Coetzer Elna Reinach              | Lioubomira Batcheva Dora Djilianova  | 6-1, 6-4            | Parcours |
|                                                                         |            |              |              |                                          |                                      |                     |          |
| 1996 - 1/4 de finale (groupe mondial II) - Bulgarie - Slovaquie - 0 : 5 |            |              |              |                                          |                                      |                     |          |
| 4                                                                       | 27/04/1996 | Plovdiv      | Terre (ext.) | Karina Habšudová                         | Lioubomira Batcheva                  | 6-0, 6-1            | Parcours |
| 4                                                                       | 27/04/1996 | Plovdiv      | Terre (ext.) | Katarína Studeníková                     | Lioubomira Batcheva                  | 6-3, 6-4            | Parcours |

## Classements WTA en fin de saison

### En simple
| Année | 1990 | 1991 | 1992 | 1993 | 1994 | 1995 | 1996 | 1997 | 1998 | 1999 | 2000 | 2001 | 2002 | 2003 | 2004 |
| Rang  | 634  | 282  | 184  | 270  | 276  | 229  | 339  | 253  | 155  | 73   | 98   | 114  | 158  | 152  | 219  |

Source : (en) « Classements de Lioubomira Batcheva », sur le site officiel du WTA Tour

### En double
| Année | 1990 | 1991 | 1992 | 1993 | 1994 | 1995 | 1996 | 1997 | 1998 | 1999 | 2000 | 2001 | 2002 | 2003 | 2004 |
| Rang  | 552  | 208  | 255  | 377  | 462  | 214  | 383  | 487  | 201  | 189  | 73   | 78   | 102  | 190  | 143  |

Source : (en) « Classements de Lioubomira Batcheva », sur le site officiel du WTA Tour